# 城戸禮
城戸 禮（きど れい、1909年11月26日 - 1995年8月11日）は日本の小説家。「城戸礼」表記もある。貸本を中心とするベストセラー作家として人気を得た。

## 生涯
東京の牛込区（現在の新宿区）に生まれる。日本大学経済学部の在学中は、野球、ラグビー、ホッケーなどスポーツに熱中。やがて城戸シュレイダー名義で作家活動をはじめた。デビュー作は『新青年』1931年2月号に掲載された「決闘」。作家となったきっかけのひとつとして、城戸は腹膜炎で70日ほど入院した際に読書に熱中した経験をあげている。日本大学を卒業後は様々な職業を経験したのち、会社に勤務しつつ執筆を続ける。
多作家として知られ、多いときでは月に原稿用紙600枚〜700枚を執筆した。戦中もユーモア小説を発表し、戦後は『読物と講談』の復刊第1号から第4号までのすべての作品を村上元三、谷屋充とともにさまざまな筆名を使って執筆するなど、同誌の主力作家として活躍した。当時の筆名としては原健、原健二、原健次、高田一郎、弘田法夫、姫野譲二、ジェン・ウィットモアー、加藤静子などが知られている。また1950年頃からは『青春タイムス』を舞台に後に得意分野となるアクション性の高い作品を次々に発表、ハードボイルド派のさきがけとなった。その後は貸本に活躍場所を移し、貸本文化が衰退した後も大衆小説の第一線で活躍、亡くなる直前までユーモア小説やアクション小説を書きつづけた。
1964年には「全国重症心身障害児（者）を守る会」の発起人にもなった。

## 作品
最も成功したのが、『地下鉄三四郎』にはじまる竜崎三四郎シリーズであり、晩年まで書き続けられた。旧作が再刊された際は、主人公の名前を竜崎三四郎に統一するというシリーズ化の編集も行なわれている。また剣崎竜二を主人公とするアクション小説『日本拳銃無宿』は赤木圭一郎主演の『拳銃無頼帖 抜き射ちの竜』として映画化された。また『探偵令嬢』は「それ行け名探偵」としてNHK少年ドラマシリーズでドラマ化された。さらに古希を過ぎた1979年にはこれまでのユーモア、明朗アクション、ハードボイルドの各分野を集大成した「刑事シリーズ」を開始し、85歳にして発表した『勇猛ダイナミック刑事』が遺作となった。
ノンフィクションにおいても『風よこの灯を消さないで』がベストセラーとなり、韓国語にも翻訳されている。家族との生活を描いたこの著書には、城戸の青年時代についての回想も若干あり、自伝的な内容を持つ。

## 城戸禮と城田シュレーダー
城戸禮が城戸シュレイダー名義でデビューしたのと同じ時期に『探偵』『犯罪実話』『犯罪公論』などの〝エログロ犯罪雑誌〟に海外を舞台とするエキゾチックな探偵小説や秘境探検小説を書いていた城田シュレーダーという作家がいた。この城田シュレーダーについてミステリー文学資料館編『幻の探偵雑誌⑨「探偵」傑作選』（光文社文庫）では「確認はされていないが、戦後、大衆小説作家として活躍した城戸禮と同一人物と思われる」としている。しかし、大衆文学研究家の末永昭二は1933年に29歳で亡くなった「シドニー・シユレダー」なる日独混血の青年がいたとして、このシドニー・シユレダーこそは城田シュレーダーではないかとしている（末永によれば、城田作品は基本的に日独混血の「城田（しろた）青年」が主人公＝語り手になっており、その城田青年のプロフィールとシドニー・シユレダーのプロフィールが相当程度一致するという）。
城田シュレーダー名義で発表された最初の作品は『探偵』1931年9月号の「宝石師」で、末永の調査によれば、その後、『犯罪公論』1933年12月号の「横浜狒々御殿」まで27作品が確認できるという。しかし、「昭和九年以降、シュレーダーは忽然と姿を消す」。シドニー・シユレダーが亡くなったのは1933年（昭和8年）秋とされるので、シドニー・シユレダーこそは城田シュレーダーと考えるならば、1934年（昭和9年）以降、城田シュレーダー名義の作品が書かれていないことの説明はつく。しかし、その場合、城戸禮と城田シュレーダーは別人ということになるが、城戸禮が城戸シュレイダー名義でデビューしたのも1931年。同じ年に全くの別人がわずか一字違いのペンネームでデビューすることの不自然さを考えるならば別人説は説得力を欠く状況で、末永は「城戸とシドニーがどこかで出会っていて、何らかのかたちで協力関係を築いていたのだとしたら……」としているものの、それを裏付けるには至っていないという。

## 著書
- 『明るい仲間』 東成社 (ユーモア文庫) 1943
- 『推進公子』 東成社 (ユーモア文庫) 1944
- 『恋の特種』 和平書房 (二十世紀ロマンス選書) 1948
- 『ハッタリ市長伝』 東成社 (ユーモア小説全集) 1952
- 『地下鉄三四郎』 若潮社 1955.1 のち春陽文庫
- 『大学三四郎』 東京文藝社 1955.6
- 『隼三四郎』 東京文藝社 1955.8
- 『浅草三四郎』 東京文藝社 1955.9
- 『拳骨社員』 東京文藝社 1955.10
- 『龍巻三四郎』 東京文藝社 1955.11 のち春陽文庫
- 『無敵!喧嘩社員』 東京文藝社 1956.1
- 『拳豪三四郎』 東京文藝社 1956.2 のち春陽文庫
- 『青春空手娘』 東京文藝社 1956.3
- 『旋風三四郎』 東京文藝社 1956.4 のち春陽文庫
- 『駈出し三四郎』 東京文藝社 1956.6 のち春陽文庫
- 『鉄腕大学』 東京文藝社 1956.7
- 『乾杯!純情大学』 東京文藝社 1956.8
- 『稲妻三四郎』 東京文藝社 1956.10 のち春陽文庫
- 『流星三四郎』 東京文藝社 1956.12 のち春陽文庫
- 『大学の快男児』 東京文藝社 1957.2 のち春陽文庫
- 『力闘三四郎』 東京文藝社 1957.3
- 『驀進三四郎』 東京文藝社 1957.5
- 『鉄拳市長さん』 東京文藝社 1957.7 のち春陽文庫『痛快三四郎げんこつ市長伝』
- 『日本拳銃無宿』 東京文藝社 1957.9 のち双葉文庫『抜き射ちの竜』
- 『魔都の快男児』 東京文藝社 1957.10※『龍巻三四郎』の改題
- 『若旦那武勇伝』 東京文藝社 1957.11
- 『俺の拳骨は凄い』 東京文藝社 1957.12※『拳骨三四郎』の改題
- 『猛襲快男児』 東京文藝社 1958.1 のち春陽文庫
- 『江戸ッ子若旦那』 東京文藝社 1958.2
- 『不敵に笑う男』 東京文藝社 1958.3 のち春陽文庫『不敵三四郎』
- 『電光石火の男』 東京文藝社 1958.5※『駈出し三四郎』の改題
- 『がんばり社員』 東京文藝社 1958.6
- 『旋風記者』 東京文藝社 1958.7
- 『無鉄砲男』 東京文藝社 1958.9 のち春陽文庫『無鉄砲三四郎』
- 『タックル社員』 東京文藝社 1958.12 のち春陽文庫
- 『探偵令嬢』 浪速書房 1958.12 のち春陽文庫
- 『摩天楼の男』 東京文藝社 1959.1※『稲妻三四郎』の改題
- 『はりきりスピード娘』 浪速書房 1959.1 のち春陽文庫
- 『鉄腕児誕生』 東京文藝社 1959.2※『流星三四郎』の改題
- 『電光山猫娘』 浪速書房 1959.2
- 『鉄拳街の王者』 東京文藝社 1959.3
- 『猿飛三四郎』 浪速書房 1959.4
- 『あっぱれ探偵娘』 小学館 『女学生の友』1959.4 - 1959.12[10]
- 『無双の一撃』 東京文藝社 1959.5※『力闘三四郎』の改題
- 『超特急記者』 東京文藝社 1959.6 のち春陽文庫『超特急三四郎』
- 『空手のお姐ちゃん』 浪速書房 1959.6
- 『鉄拳市長』 東京文藝社 1959.7
- 『深夜の業師』 東京文藝社 1959.8
- 『隼の兄貴』 東京文藝社 1959.9※『隼三四郎』の改題
- 『拳銃無宿』 東京文藝社 1959.10※『日本拳銃無宿』の改題
- 『鉄腕ご意見無用』 東京文藝社 1959.12 のち春陽文庫『ご意見無用三四郎』
- 『逆襲社員』 東京文藝社 1960.2
- 『三代目社員』 東京文藝社 1960.3 のち春陽文庫
- 『がんばれ痛快娘』 浪速書房 1960.4
- 『無法街の風来坊』 東京文藝社 1960.6
- 『大暴れ台風娘』 浪速書房 1960.8
- 『無敵男性』 東京文藝社 1960.9 のち春陽文庫『無敵男性三四郎』
- 『熱血鉄火の男』 東京文藝社 1960.11 のち春陽文庫『熱血爆弾児』
- 『続・無敵男性』 東京文藝社 1960.12
- 『はやぶさ小僧』 浪速書房 1960.12 のち春陽文庫『はやぶさ三四郎』
- 『ごきげん野郎』 東京文藝社 1961.2
- 『俺の拳銃は生きている』 浪速書房 1961.2 のち春陽文庫
- 『ご機嫌はりきり娘』 浪速書房 1961.5
- 『抜射ち鳶』 東京文藝社 1961.6
- 『十字火射ちの男』 東京文藝社 1961.8 のち春陽文庫『十字火撃ち三四郎』
- 『拳銃街を行く男』 浪速書房 1961.9 のち春陽文庫『拳銃街を行く三四郎』
- 『拳銃無宿 抜き射ちの竜』 浪速書房 1961.10※『日本拳銃無宿』の改題
- 『明日に命を賭ける男』 東京文藝社 1961.12
- 『夕陽を背に立つ男』 東京文藝社 1962.1 のち春陽文庫『夕陽を背にして立つ男』
- 『拳銃地帯』 東京文藝社 1962.2
- 『大学の暴れん坊』 浪速書房 1962.3※『大学の快男児』の改題
- 『大学のつむじ風』 青樹社 1962.3 のち春陽文庫
- 『男一匹つむじ風』 青樹社 1962.4 のち春陽文庫『つむじ風男一匹』
- 『俺は挑戦する』 東方社 1962.5
- 『俺の命は地獄へ賭けた』 東京文藝社 1962.6 のち春陽文庫『地獄に賭ける三四郎』
- 『つむじ風社員』 青樹社 1962.6 のち春陽文庫
- 『つむじ風鉄腕記者』 青樹社 1962.7 のち春陽文庫『つむじ風鉄腕三四郎』
- 『殴って暴れて笑ってる』 青樹社 1962.8
- 『男が拳銃を握るとき』 青樹社 1962.10
- 『電光早射ち野郎』 青樹社 1962.11※『抜射き鳶』の改題
- 『地獄への弾丸』 東京文藝社 1962.12 のち春陽文庫『拳銃に生きる三四郎』
- 『銃弾街に立つ男』 青樹社 1962.12
- 『拳銃は俺の恋人さ』 東方社 1962.12
- 『鉄拳不敵の男』 東方社 1962.9
- 『ギャング街撃滅命令』 浪速書房 (ナニワ・ブックス) 1963.1※『俺の拳銃は生きている』の改題
- 『凄いやつ』 東京文藝社 1963.3
- 『怖れを知らぬ男』 青樹社 (青樹ハードボイルド) 1963.3※『龍巻三四郎』の改題
- 『風よこの灯を消さないで 小児マヒの娘と共に20年その愛の記録』 集英社 1963.3 - 城戸が家族について書いたノンフィクション。
- 『先輩のファイト』 東京文藝社 1963.4
- 『四人目の殺し屋』 東京文藝社 1963.7
- 『奴を制する者』 浪速書房 (ナニワ・ブックス) 1963.7※『拳銃街を行く男』の改題
- 『悪狼都市』 青樹社 (青樹ハードボイルド) 1963.7※『深夜の業師』の改題
- 『野獣の街』 青樹社 (青樹ハードボイルド) 1963.8※『無法街の風来坊』の改題
- 『逆襲爆発社員』 青樹社 1963.9 のち春陽文庫『爆発喧嘩社員』
- 『大学の人気者』 青樹社 1963.10 のち春陽文庫
- 『みな殺しの拳銃』 青樹社 1963.11※『日本拳銃無宿』の改題
- 『拳銃市場』 浪速書房 (ナニワ・ブックス) 1963.12※『拳銃地帯』の改題
- 『おとぼけ軍曹』 東京文藝社 1964
- 『すっとび野郎』 東京文藝社 1964 のち春陽文庫『すっとび三四郎』
- 『ぶっ飛ばし三四郎』 青樹社 1964
- 『大暴れ三四郎』 青樹社 1964 のち春陽文庫『大暴れ快男児』
- 『超特急三四郎』 青樹社 1964 のち春陽文庫
- 『突撃三四郎』 青樹社 1964 のち春陽文庫
- 『拳銃の歌』 芸文社 (芸文アクション・シリーズ) 1964
- 『野良犬二匹』 東京文藝社 1965 のち春陽文庫『野良犬三四郎』
- 『闘魂三四郎』 青樹社 1965 のち春陽文庫
- 『鉄腕三四郎』 青樹社 1965 のち春陽文庫
- 『江戸っ子三四郎』 青樹社 1965
- 『風車投げ三四郎』 青樹社 1965 のち春陽文庫
- 『風来坊三四郎』 青樹社 1965 のち春陽文庫『鉄拳風来坊』
- 『銃弾また銃弾』 青樹社 1965
- 『無敵三四郎』 青樹社 1965
- 『若旦那三四郎』 青樹社 1965 のち春陽文庫
- 『喧嘩三四郎』 青樹社 1965 のち春陽文庫
- 『フマジメ物語』 浪速書房 1966
- 『拳銃右手に凄いやつ』 青樹社 1966 のち春陽文庫『拳銃右手に流れ者』
- 『ぜったい絶命不敵な男』 青樹社 1966
- 『黒の追跡者』 青樹社 1966
- 『向う見ず作戦』 青樹社 1966 のち春陽文庫『向こう見ず三四郎』
- 『鉄腕東京無宿』 青樹社 1966
- 『危機一髪の男』 青樹社 1966 のち春陽文庫『危機一髪三四郎』
- 『復讐に血が燃える』 青樹社 1966
- 『血闘銃弾の嵐』 青樹社 1966
- 『早射ち鉄火の男』 青樹社 (ハードボイルド・シリーズ) 1966
- 『早射ち銃弾街』 青樹社 (ハードボイルド・シリーズ) 1966
- 『001作戦』 東方社 1966
- 『よしきた三四郎』 春陽文庫 1966
- 『ぶっ飛ばし三四郎』 青樹社 1967 のち春陽文庫
- 『アジア秘密警察 危機一髪作戦』 青樹社 1967 のち春陽文庫『危機一髪特命刑事』
- 『のんびり三四郎』 青樹社 1967 のち春陽文庫
- 『美沙におまかせ』 集英社 (コバルト・ブックス) 1967
- 『ハリケーン三四郎』 青樹社 1968
- 『お色気笑学校』 青樹社 1968
- 『ハリケーン三四郎』 青樹社 1968
- 『お色気笑学校』 青樹社 1968
- 『拳骨三四郎』 青樹社 1969
- 『小天狗三四郎』 青樹社 1969
- 『タフガイ三四郎』 春陽堂書店 (サン・ポケット・ブックス) 1969
- 『レッツゴー三四郎』 春陽堂書店 (サン・ポケット・ブックス) 1970
- 『嵐を呼ぶ男三四郎』 春陽文庫 1970
- 『命を賭ける三四郎』 広済堂出版 (カラー小説新書) 1970 のち春陽文庫
- 『地獄行き三四郎 国際秘密警察』 広済堂出版 (カラー小説新書) 1970 のち春陽文庫
- 『拳銃無敵三四郎』 広済堂出版 (カラー小説新書) 1970 のち春陽文庫
- 『不敵早業三四郎』 広済堂出版 (カラー小説新書) 1971 のち春陽文庫『早わざ三四郎』
- 『男一匹三四郎』 広済堂出版 (カラー小説新書) 1971
- 『はっ倒し三四郎』 広済堂出版 1971 (カラー小説新書) のち春陽文庫
- 『快男児三四郎』 青樹社 1971
- 『抜き撃ち三四郎』 春陽文庫 1972※『日本拳銃無宿』の改題
- 『弾丸三四郎』 春陽文庫 1977.7
- 『早射ち銃弾街』 青樹社 1978.3 のち春陽文庫『早撃ち三四郎』
- 『銃撃三四郎』 春陽文庫 1978.6※『嵐を呼ぶ男三四郎』の改題
- 『狙い撃ち三四郎』 春陽文庫 1978.6※『拳銃右手に凄いやつ』の改題
- 『電光撃ち三四郎』 グリーンアロー出版社 (グリーンアロー・ブックス) 1978.10
- 『拳銃刑事』 青樹社 1979.6 のち春陽文庫『拳銃刑事三四郎』
- 『豪快三四郎』 春陽文庫 1979.7
- 『激闘三四郎』 春陽文庫 1979.8
- 『殴り込み刑事』 青樹社 1980.3 のち春陽文庫『殴り込み刑事三四郎』／双葉文庫『殴り込み刑事』
- 『抜き射ち刑事』 青樹社 1980.12 のち春陽文庫『抜き射ち刑事三四郎』／双葉文庫『抜き射ち刑事』
- 『ぶっ飛ばし刑事』 青樹社 1982.3 のち春陽文庫『ぶっ飛ばし刑事三四郎』／双葉文庫『ぶっ飛ばし刑事』
- 『突撃ダイナマイト刑事』 青樹社 1982.7 のち春陽文庫『突撃マイト刑事三四郎』／双葉文庫『ダイナマイト刑事』
- 『熱血スーパー刑事』 青樹社 1982.12 のち春陽文庫『熱血スーパー刑事三四郎』
- 『不敵バイオレンス刑事』 青樹社 1983.5 のち春陽文庫『不敵バイオレンス刑事三四郎』
- 『必殺ダーティ刑事』 青樹社 1983.11 のち春陽文庫『必殺ダーティ刑事三四郎』
- 『大暴れアウトロー刑事』 青樹社 1984.1 のち春陽文庫『大暴れアウトロー刑事三四郎』
- 『猛撃はみ出し刑事』 青樹社 1984.6 のち春陽文庫『猛撃はみ出し刑事三四郎』
- 『爆発メガトン刑事』 青樹社 1984.10 のち春陽文庫『爆発メガトン刑事三四郎』
- 『鉄拳エキサイト刑事』 青樹社 1985.5 のち春陽文庫『鉄拳エキサイト刑事三四郎』
- 『激闘パワフル刑事』 青樹社 (Big books) 1985.8 のち春陽文庫
- 『爆走ファイティング刑事』 青樹社 (Big books) 1986.2 のち春陽文庫
- 『壮絶ワイルド刑事』 青樹社 (Big books) 1986.7 のち春陽文庫
- 『闘魂マグナム刑事』 青樹社 (Big books) 1987.4 のち春陽文庫
- 『血戦マイティ刑事』 青樹社 (Big books) 1987.10 のち春陽文庫
- 『強襲ストロング刑事』 青樹社 (Big books) 1988.4 のち春陽文庫
- 『危機一髪特命刑事』 青樹社 (Big books) 1988.10 のち春陽文庫
- 『弾丸クラッシャー刑事』 青樹社 (Big books) 1989.5 のち春陽文庫
- 『激烈ジャガー刑事』 青樹社 (Big books) 1989.10 のち春陽文庫
- 『大反撃ショットガン刑事』 青樹社 (Big books) 1990.5 のち春陽文庫
- 『出撃バズーカ刑事』 青樹社 (Big books) 1990.10 のち春陽文庫
- 『撃滅コマンド刑事』 青樹社 (Big books) 1991.4 のち春陽文庫
- 『殺人特命刑事 殺しのエージェント』 青樹社 (Big books) 1991.10 のち春陽文庫
- 『壊滅パーフェクト刑事』 青樹社 (Big books) 1992.3 のち春陽文庫
- 『ガッツ武装刑事』 青樹社 (Big books) 1992.10 のち春陽文庫
- 『電撃特捜刑事』 青樹社 (Big books) 1993.4
- 『無敵鉄腕刑事』 青樹社 (Big books) 1994.1
- 『爆裂スパーク刑事』 青樹社 (Big books) 1994.6
- 『勇猛ダイナミック刑事』 青樹社 (Big books) 1995.1

## 映画化作品
- 『げんこつ社員』 1956年
- 『龍巻三四郎』 1956年
- 『地下鉄三四郎』 1956年
- 『浅草三四郎』 1956年
- 『喧嘩社員』 1957年
- 『無敵社員』 1957年
- 『大学の暴れん坊』 1959年
- 『拳銃無頼帖 抜き射ちの竜』 1960年
- 『拳銃無頼帖 電光石火の男』 1960年
- 『拳銃無頼帖 不敵に笑う男』 1960年
- 『摩天楼の男』 1960年
- 『拳銃無頼帖 明日なき男』 1960年
- 『俺は地獄へ行く』 1961年
- 『ご機嫌はりきり娘』 1961年
- 『銃弾の嵐』 1962年
- 『ずらり俺たちゃ用心棒』 1961年
- 『抜き射ちの竜 拳銃の歌』 1964年